# Logan Verrett
Scott Logan Verrett (né le 19 juin 1990 à The Woodlands, Texas, États-Unis) est un lanceur droitier de la Ligue majeure de baseball.
En 2017, il est sous contrat avec les Orioles de Baltimore.

## Carrière
Joueur des Bears de l'université Baylor, Logan Verrett est repêché au 3e tour de sélection par les Mets de New York en 2011. Après avoir joué de 2012 à 2014 en ligues mineures dans l'organisation des Mets, il est réclamé par les Orioles de Baltimore au repêchage de la règle 5 le 11 décembre 2012. Cédé au ballottage après avoir passé un entraînement de printemps avec les Orioles, il est réclamé par les Orioles de Baltimore le 2 avril 2015.
Lanceur partant dans les ligues mineures, Logan Verrett fait ses débuts dans le baseball majeur comme lanceur de relève pour les Rangers du Texas le 8 avril 2015 face aux Athletics d'Oakland.
Après 4 matchs joués, tous comme lanceur de relève, pour Texas, Verrett est retourné aux Mets de New York en mai 2015 pour 25 000 dollars.
Il joue en 2015 et 2016 pour les Mets. En 2016, il lance 91 manches et deux tiers et sa moyenne de points mérités s'élève à 5,20. Il effectue 12 départs et 13 présences en relève. Son contrat est vendu aux Orioles de Baltimore le 30 novembre 2016.